# Spiegelmanufaktur Spiegelberg

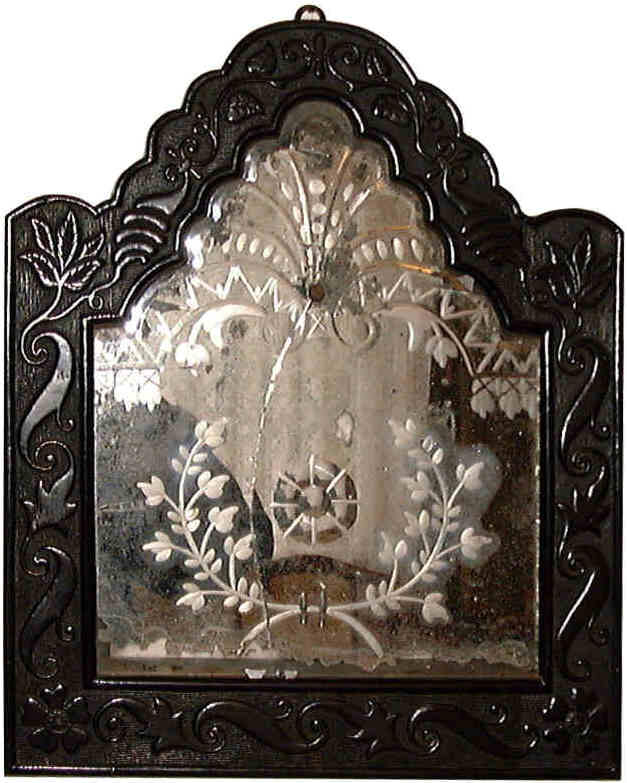
Ein Spiegelberger Spiegel

Die Spiegelmanufaktur Spiegelberg war eine Spiegelglashütte im Juxwald, die von 1705 bis 1794 bestand. Sie produzierte außer Spiegeln auch Fenster- und Brillengläser, Flaschen, Gläser, Leuchter und Laternen und kleinere Kunstgegenstände.

## Geschichte
Der Spiegelmeister Johann Georg Gundelach aus Darmstadt regte im Jahr 1705 die Errichtung der Spiegelglashütte im Tal der Lauter im  Juxwald an. Die Gegend bot sich wegen ihres Reichtums an quarzhaltigem Sandstein für die Einrichtung von Glashütten an; auch der Waldbestand auf dem Juxkopf mit seinen großen Buchen schien einem solchen Unternehmen günstig.
Das Gelände gehörte einst dem Kloster Mariental (Steinheim an der Murr) und wurde nach dessen Aufhebung vom württembergischen Kirchenrat verwaltet. Diesen Kirchenrat sowie den Herzog konnte Gundelach überreden, die unrentable Glashütte auf dem Juxkopf, die nur fünf Jahre zuvor eingerichtet worden war, endgültig zu Gunsten einer neuen Hütte im Lautertal aufzugeben, in der auch Weiß- und Spiegelglas produziert werden sollte. Der Hüttmeister Hans Jakob Greiner aus Walkersbach war in der alten Hütte gescheitert und hatte die Pacht nicht mehr aufbringen können; ein Franzose namens St. Pierre hatte zwar schon 1702 angeboten, eine neue Hütte einzurichten, jedoch einen so hohen Vorschuss verlangt, dass das Geschäft nicht zustande gekommen war. Gundelach, der die neue Spiegelhütte zunächst für zehn Jahre zur Pacht erhielt, wollte sie eigentlich nach sich selbst „Georgsberg“ nennen; dies wurde jedoch vom württembergischen Herzog abgelehnt.
Die neue Hütte erhielt am 1. September 1705 per Dekret des Herzogs den Namen Spiegelberg, der später auch auf die Siedlung übertragen wurde, die sich im Umfeld der Manufaktur entwickelte.
Unter der Herrschaft der Herzöge Eberhard Ludwig und Carl Eugen produzierte die Manufaktur unter anderem für das Ludwigsburger Schloss, die Solitude, das Schloss Hohenheim und das Stuttgarter Schauspielhaus. Im Opernhaus, das Carl Eugen 1764 in Ludwigsburg errichten ließ, waren sämtliche Wände und Pfeiler mit Spiegeln aus Spiegelberg verkleidet. Exportiert wurde nach Holland, in die Schweiz und nach Frankreich. Dennoch musste der Betrieb in seinen späteren Jahren subventioniert werden.
Holzmangel, Krisen nach dem Ausbruch der Französischen Revolution und hohe Verwaltungskosten führten gegen Ende des 18. Jahrhunderts zu ernsthaften wirtschaftlichen Schwierigkeiten. Überlegungen, die Produktion in den Schwarzwald zu verlegen, wurden nicht in die Tat umgesetzt. 1792 erklärte der Landtag es für unverantwortlich und lächerlich, noch weiter an der Manufaktur festzuhalten, so dass die Produktion im Jahr 1794 schließlich eingestellt wurde. Der Verkauf der Restbestände zog sich jedoch noch bis 1819 hin und erst 1820 war die Fabrik endgültig aufgehoben.
Das Ende der Spiegelhütte kostete zahlreichen Einwohnern ihre Arbeitsplätze und führte zu großer Armut. Ehemalige Fabrikarbeiter versuchten als Leinenweber, Besenbinder oder Hausierer ihren Lebensunterhalt zu verdienen. In der Mitte des 19. Jahrhunderts verlor Spiegelberg etwa die Hälfte seiner Einwohner durch Auswanderung nach Amerika.
Im Bestreben, die Schließung der Einrichtung zu verhindern, wurde offenbar um 1785 eine Musterkollektion zusammengestellt. Sie bietet ein interessantes Zeugnis zur Geschichte der Spiegelmanufaktur Spiegelberg.

## Die Spiegelberger Musterkollektion
Die Musterkollektion aus der Spiegelmanufaktur blieb in den Aktenbeständen des württembergischen Kirchenrates erhalten, der 1805 aufgelöst wurde und dessen Bestände in das Hauptstaatsarchiv Stuttgart gelangten. Sie tragen heute die Signaturen A 284/88 Nr. 73–75. Die sechs Holzkästchen aus dem 18. Jahrhundert enthalten Materialienproben, die die Verwaltung der Spiegelglashütte wohl um die Mitte der 1780er Jahre der zuständigen Aufsichtsbehörde übergab, also dem herzoglichen Kirchenrat. Diese Behörde sollte entscheiden, ob die unrentabel gewordene Glashütte geschlossen oder erhalten werden sollte. Drei der Kästchen waren im Jahr 2001 als Archivale des Monats im Staatsarchiv in Stuttgart ausgestellt.
Die Fächer der Kästchen enthalten hauptsächlich Proben von Materialien, die man zur Herstellung von Spiegeln benötigte, aber auch fertige Scheiben sowie eine blaue Glaskugel, möglicherweise eine der ältesten Weihnachtskugeln der Welt. Daneben fand sich in der Musterkollektion auch das Abfallprodukt Glasgalle. Dieser Fund wurde von dem Archäochemiker P. Kurzmann als einmalig und sehr bedeutend bewertet. Glasgalle besteht aus Verunreinigungen, die auf der Glasschmelze schwimmen. Sie wurden normalerweise abgeschöpft und entsorgt. Da Glasgalle sich im Erdboden nicht über Jahrhunderte hält, ist der Fund aus dem Musterkästchen bislang der einzige bekannte Fall von überlieferter Glasgalle.